# Cherepovéts
Cherepovéts (en ruso: Череповéц) es una ciudad rusa, ubicada en el suroeste de la óblast de Vólogda, en el norte de la Rusia europea. Dentro de la óblast, está constituida administrativamente como un ókrug urbano, y se enclava geográficamente en el centro del raión homónimo, del cual alberga las sedes administrativas sin formar parte del mismo.
En 2025, el ókrug urbano de Cherepovets, que únicamente incluye la propia ciudad, tenía una población de 298 160 habitantes, por lo que es la segunda ciudad más poblada de la óblast. En algunos censos de los siglos XX y XXI ha llegado a superar en población a la capital regional Vólogda.

## Historia
Fundada en 1360 como un monasterio por dos monjes, pasó a ser con el paso de los siglos un importante centro comercial de producción y transporte. Fue reconocida oficialmente como ciudad en 1777 por orden de la zarina Catalina la Grande.

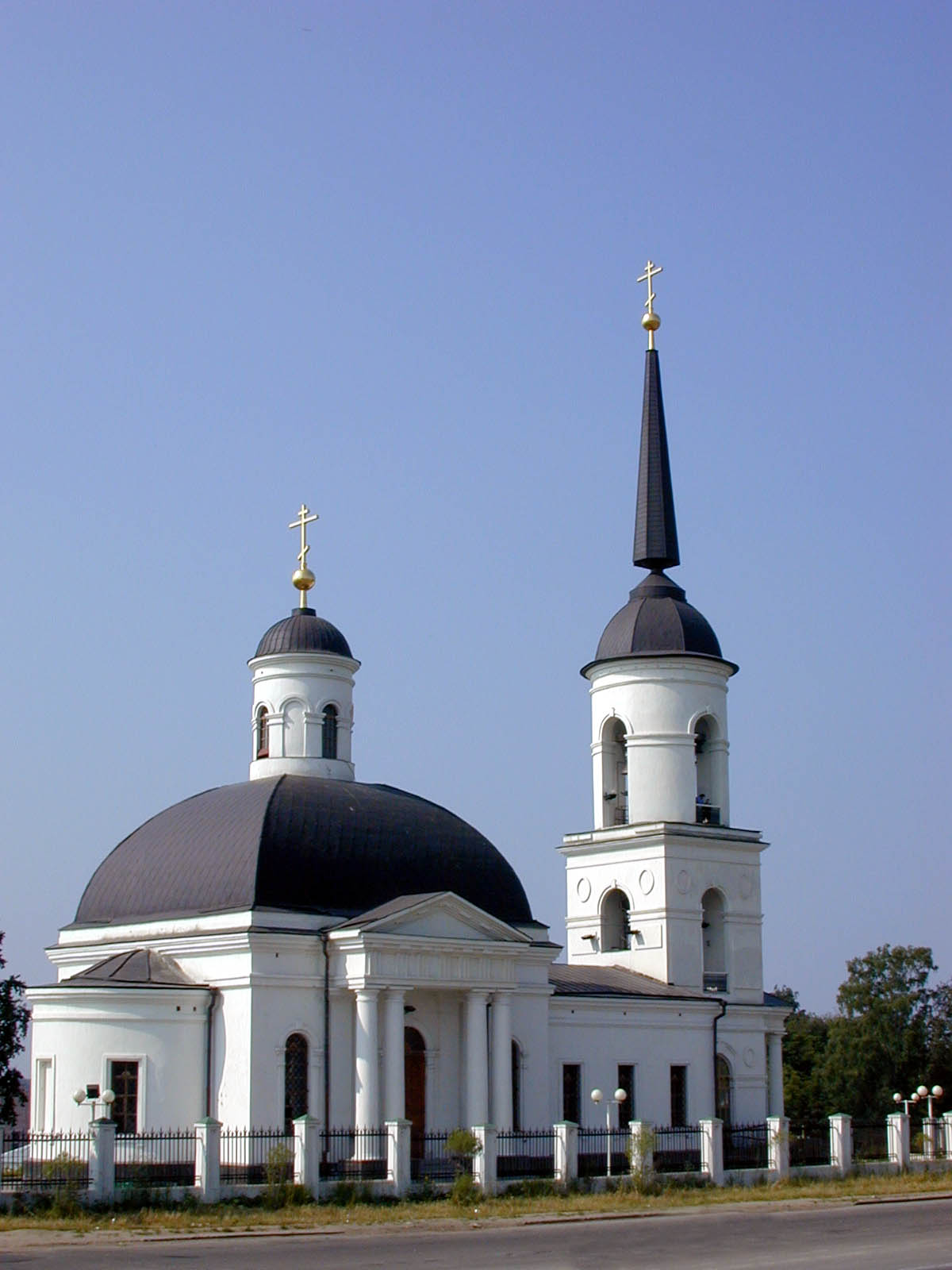
Iglesia de la Natividad, construida en 1789
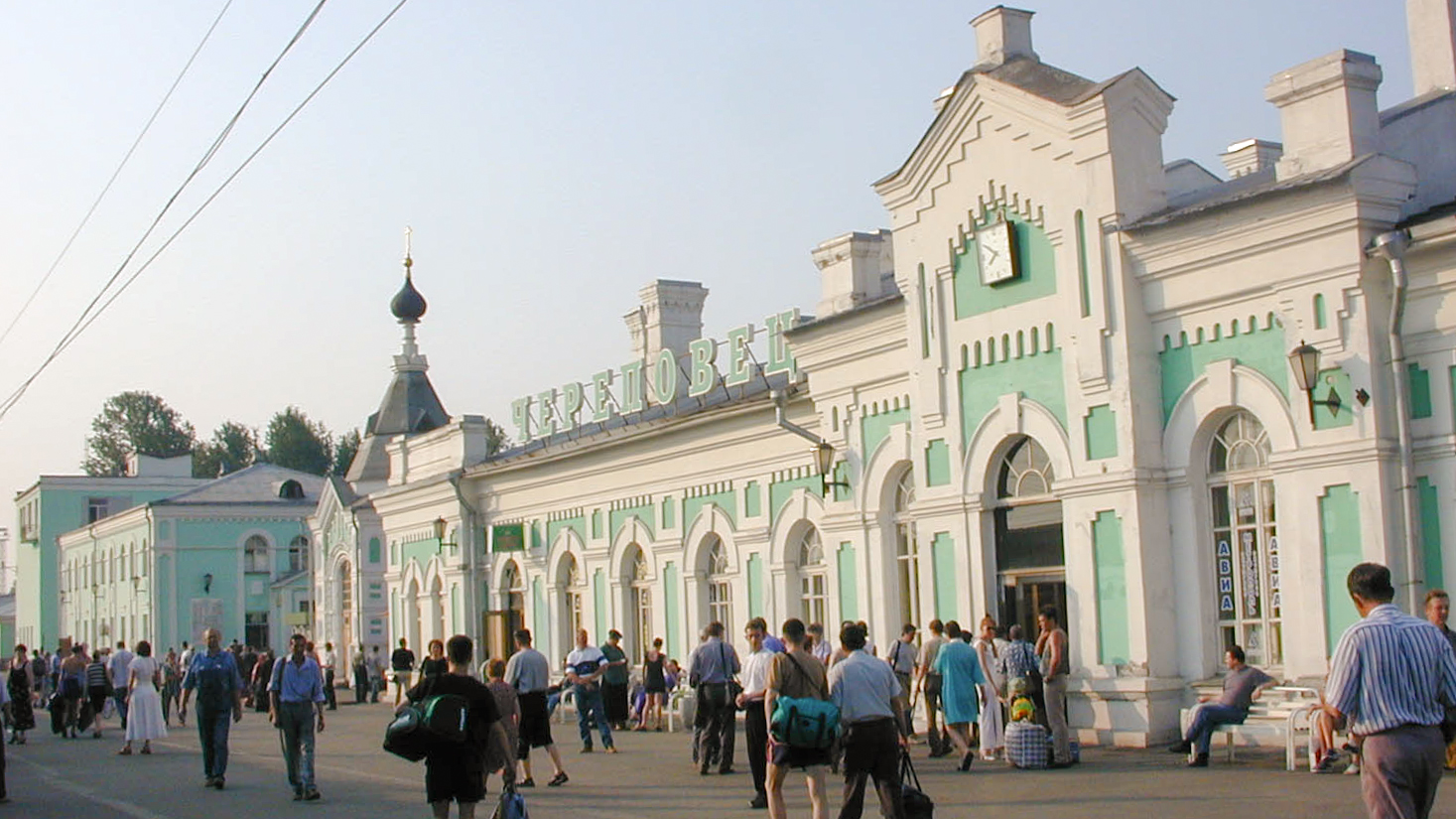
Estación de ferrocarril de Cherepovets

## Deportes
La ciudad es sede del club de hockey sobre hielo Severstal Cherepovets.

## Clima
| Parámetros climáticos promedio de Cherepovéts (1991-2020) | Parámetros climáticos promedio de Cherepovéts (1991-2020) | Parámetros climáticos promedio de Cherepovéts (1991-2020) | Parámetros climáticos promedio de Cherepovéts (1991-2020) | Parámetros climáticos promedio de Cherepovéts (1991-2020) | Parámetros climáticos promedio de Cherepovéts (1991-2020) | Parámetros climáticos promedio de Cherepovéts (1991-2020) | Parámetros climáticos promedio de Cherepovéts (1991-2020) | Parámetros climáticos promedio de Cherepovéts (1991-2020) | Parámetros climáticos promedio de Cherepovéts (1991-2020) | Parámetros climáticos promedio de Cherepovéts (1991-2020) | Parámetros climáticos promedio de Cherepovéts (1991-2020) | Parámetros climáticos promedio de Cherepovéts (1991-2020) | Parámetros climáticos promedio de Cherepovéts (1991-2020) |
| Mes                                                       | Ene.                                                      | Feb.                                                      | Mar.                                                      | Abr.                                                      | May.                                                      | Jun.                                                      | Jul.                                                      | Ago.                                                      | Sep.                                                      | Oct.                                                      | Nov.                                                      | Dic.                                                      | Anual                                                     |
| --------------------------------------------------------- | --------------------------------------------------------- | --------------------------------------------------------- | --------------------------------------------------------- | --------------------------------------------------------- | --------------------------------------------------------- | --------------------------------------------------------- | --------------------------------------------------------- | --------------------------------------------------------- | --------------------------------------------------------- | --------------------------------------------------------- | --------------------------------------------------------- | --------------------------------------------------------- | --------------------------------------------------------- |
| Temp. máx. abs. (°C)                                      | 5.4                                                       | 6.7                                                       | 16.0                                                      | 26.0                                                      | 32.2                                                      | 35.0                                                      | 35.7                                                      | 36.2                                                      | 27.8                                                      | 22.5                                                      | 12.8                                                      | 8.5                                                       | 36.2                                                      |
| Temp. máx. media (°C)                                     | -6.0                                                      | -4.8                                                      | 1.2                                                       | 9.5                                                       | 17.4                                                      | 21.3                                                      | 23.7                                                      | 21.2                                                      | 15.2                                                      | 7.1                                                       | -0.3                                                      | -4.0                                                      | 8.5                                                       |
| Temp. media (°C)                                          | -9.2                                                      | -8.7                                                      | -3.7                                                      | 3.6                                                       | 10.8                                                      | 15.1                                                      | 17.6                                                      | 15.1                                                      | 10.0                                                      | 3.8                                                       | -2.5                                                      | -6.6                                                      | 3.8                                                       |
| Temp. mín. media (°C)                                     | -12.6                                                     | -12.5                                                     | -8.1                                                      | -1.6                                                      | 4.5                                                       | 8.9                                                       | 11.7                                                      | 9.6                                                       | 5.7                                                       | 1.0                                                       | -4.8                                                      | -9.5                                                      | -0.6                                                      |
| Temp. mín. abs. (°C)                                      | -45.4                                                     | -40.3                                                     | -32.8                                                     | -23.0                                                     | -6.1                                                      | -2.8                                                      | 0.7                                                       | -1.5                                                      | -9.5                                                      | -21.6                                                     | -31.3                                                     | -42.0                                                     | -45.4                                                     |
| Precipitación total (mm)                                  | 44                                                        | 35                                                        | 35                                                        | 29                                                        | 49                                                        | 68                                                        | 75                                                        | 73                                                        | 54                                                        | 58                                                        | 51                                                        | 48                                                        | 619                                                       |
| Nevadas (cm)                                              | 36                                                        | 47                                                        | 44                                                        | 10                                                        | 0                                                         | 0                                                         | 0                                                         | 0                                                         | 0                                                         | 1                                                         | 7                                                         | 21                                                        | 166                                                       |
| Días de lluvias (≥ 1 mm)                                  | 5                                                         | 4                                                         | 6                                                         | 12                                                        | 16                                                        | 18                                                        | 17                                                        | 18                                                        | 19                                                        | 18                                                        | 11                                                        | 6                                                         | 150                                                       |
| Días de nevadas (≥ 1 mm)                                  | 27                                                        | 24                                                        | 18                                                        | 8                                                         | 2                                                         | 0.2                                                       | 0                                                         | 0                                                         | 1                                                         | 8                                                         | 21                                                        | 27                                                        | 136.2                                                     |
| Humedad relativa (%)                                      | 86                                                        | 83                                                        | 79                                                        | 72                                                        | 68                                                        | 75                                                        | 78                                                        | 82                                                        | 85                                                        | 87                                                        | 88                                                        | 88                                                        | 80.9                                                      |
| Fuente: Погода и климат                                   |                                                           |                                                           |                                                           |                                                           |                                                           |                                                           |                                                           |                                                           |                                                           |                                                           |                                                           |                                                           |                                                           |